# Ольга Бельська
Ольга Бельська, справжнє прізвище Сороколєтова (нар. 4 грудня 1922, Ківерці (нині — місто районного значення у Волинській області, райцентр Ківерцівського району) — пом. 25 липня 1996, Зеґжинське водосховище) — польська акторка українського походження.

## Життєпис
Народилась 1922 року на Волині. У 1938—1939 роках була студенткою акторського відділення Державного інституту театрального мистецтва (польською — Państwowy Instytut Sztuki Teatralnej) у Варшаві. Після початку Другої світової війни продовжувала вчитися в підпіллі.
У 1946 році 24-річна акторка склала екзаменаційний іспит і дебютувала на театральній сцені 1 лютого того ж року. У 1946—1949 роках Ольга Бельська грала, серед інших, за адресою: Teatr Polski у Познані, Teatr im. Станіслава Виспянського в Катовицях, а також у театрах Кракова.
У 1949—1953 роках виступала акторкою на сцені Універсального театру в Лодзі, а в 1953—1957 роках театрі імені Стефана Ярача в Лодзі. З 1957 року і до виходу на пенсію в 1989 році Ольга Бельська була акторкою театру-студії у Варшаві (до 1972 року її називали Театром класичним).
Потонула у водоймі Зегже 25 липня 1996 року. Похована Ольга Бельська на кладовищі Powązki у Варшаві (секція 240-3-1 / 2).

## Фільмографія
- Автобус виїжджає о 6.20 (1954) — канцелярка у кабінеті Віктора Порадкі
- Дощовий липень (1957) — Івона
- Справжній кінець великої війни (1957) — Ірена
- Тисяча талерів (1959) — Ізабелла Шелест, наречена Марека
- Перерваний політ (1964)
- Медицина для кохання (1965)
- Чорні хмари (1973) — Агата Островська, тітка Ганни
- CDN (1975) — клерка — іменинниця (у романі « На повідку»)
- Будинок моїх синів (1975) — гостя на вечірці з Тадеушем Горецьким
- У ці передвесняні дні (1975) — власниця довоєнної квартири Кашиба
- Зворотний квиток (1978) — гостя на весілля Антоніни та П'єра
- Життя в гарячому (1978) — Матільда Бачет, сестра Жака Бойсанта (в епізоді Марсель)
- 5 днів у житті пенсіонера (1984), пані Розалія, сусід Адама Бзовського
- Похоронна церемонія (1984) — Гелена, дружина дядька Ксавері
- Запрошення (1985) — бабуся хворої дівчини
- Спеціальна місія (1987)